# Lockheed DC-130
Lockheed DC-130 là một biến thể của C-130 Hercules, nó được thiết kế để điều khiển máy bay không người lái. Nó có thể mang 4 máy bay không người lái Ryan Firebee dưới cánh.

## Mô tả
Trong những năm đầu thập kỉ 60 của thế kỉ 20, đặc biệt là sau cuộc khủng hoảng tên lửa diễn ra tại Cuba năm 1961 vai trò của máy bay trinh sát trở nên vô cùng quan trọng đối trong cách tác chiến của Mỹ. Tuy nhiên cũng trong cuộc khủng hoảng này nổi lên 1 vấn đề đó là các loại máy bay trinh sát có người lái, dù hoạt động ở độ cao nào thì vẫn có thể bị bắn hạ bời hệ thống phòng không đối phương dẫn đến sự mất an toàn cho phi công điều khiển máy bay. Trước tình hình đó Không quân và Hải quân Hoa Kỳ đã phát triển một loại máy bay trinh sát thế hệ mới dựa trên nền tảng là máy bay mục tiêu tập bắn, đó là máy bay trinh sát không người lái UAV. Tuy nhiên thời đó các hệ thống vệ tinh thông tin chưa phát triển dó đó tầm hoạt động của các máy bay trinh sát UAV này bị giới hạn, để tăng thêm tầm hoạt động của các UAV trinh sát. Bộ quốc phòng Mỹ đã đặt hàng hãng Lockheed Martin phát triển một loại máy bay có khả năng mang và điều khiển các UAV trinh sát này, sau một thời gian phát triển và thử nghiệm Lockheed Martin đã cho ra đời loại máy bay mang và điều khiển UAV trinh sát với tên gọi là DC - 130, DC - 130 được phát triển trên khung thân của máy bay vận tải C - 130B. Chuyến bay đầu tiên của DC - 130 được tiến hành vào năm 1965 bởi phi đội số 6514, tạiCăn cứ không quân Hill, bang Utah. 
DC - 130 được đừa vào sử dụng cho Không quân và Hải quân Hoa Kỳ từ năm 1965, loại máy bay nay được sử dụng phổ biến cho các nhiệm vụ thả và điều khiển máy bay trinh sát các vị trí phòng không và đánh giá các thiệt hại sau các cuộc không kích của Hoa Kỳ trong hai cuộc chiến tranh phá hoại ở miền Bắc Việt Nam, ngoài ra DC - 130 còn được sử dụng trong việc do thám không phận Liên Xô; Trung Quốc và Bắc Triều Tiên trong thời kì Chiến tranh lạnh. DC - 130 không được xuất khâu cho bất kì quốc gì đồng mình nào của Mỹ, DC - 130 ngừng phục vụ trong Quân đội Hoa Kỳ vào cuối thập niên 80 của thế kỉ 20 khi các máy bay trinh sát không người lái của Mỹ được điều khiển thông qua hệ thống vệ tinh thông tin và hệ thống định vị toàn cầu GPS.
DC - 130 được phát triển dựa trên khung thân và các trang bị khác của máy bay vận tải C - 130B, nó được trang bị 4 động cơ Tuabin phản lực cánh quạt 4 cánh loại: Allison T56-A-15. Máy bay được trang bị hệ thống điện tử hàng không công nghệ tương tự các đồng hồ hiển thị thông tin dạng cơ khí, hệ thống liên lạc đối không và đối đất. Ngoài ra DC - 130 còn được trang bị 1 radar định vị và màn hình hiển thị đơn sắc trên buồng lái, về sau này các phiên bản nâng cấp của DC - 130 được nâng cấp về cấu hình động cơ và thiết bị điều khiển theo tiêu chuẩn của máy bay vận tải C - 130H.
Bên trong khoang chở hàng của máy bay được bố trí các thiết bị điều khiển máy bay trinh sát không người lái, hệ thống máy phát sóng truyền lệnh điều khiển của nhân viên điều khiển tới UAV. Máy tính điều khiển trung tâm, hệ thống màn hình quan sát của nhân viên điều khiển và bảng điều khiển máy bay trinh sát. Lệnh điều khiển được đưa từ bảng điều khiển tới máy tính xử lý sáu đó được chuyển thành tín hiệu điện từ và đưa tới máy phát sóng, trên máy bay trinh sát có hệ thống anten thu cũng như thiết bị xử lý và giải mã tín hiệu điều khiển, ngoài ra các UAV này còn được trang bị các Camera quan sát và máy chụp ảnh tin hiệu từ hệ thống Camera quan sát của máy bay được truyền trực tiếp về phòng điều khiển đặt trên DC - 130 và từ đó được xử lý tiếp. DC - 130 có thể màng và điều khiển cùng 1 lúc 4 máy bay trinh sát không người lái trên các mấu treo cứng đặt dưới cánh máy bay, các loại máy bay trinh sát không người lái được mang và điều khiển bời DC - 130 bao gồm: Q-2C; 147A và BQM - 34.

## Quốc gia sử dụng
Hoa Kỳ
- Không quân Hoa Kỳ
- Hải quân Hoa Kỳ